# 평창교육도서관
평창교육도서관은 대한민국 강원특별자치도 평창군 소재의 도서관이다.

## 연혁
- 2016. 03. 01 원주교육문화관 평장분관으로 조직 개편 (강원도교육규칙 제738호 전부개정)
- 2013. 03. 01 평창교육도서관 명칭 변경
- 2001. 02. 10 평창지역 평생학습관 지정
- 1993. 04. 29 평창도서관 이전 개관
- 1993. 04. 15 평창도서관 신축공사 준공
- 1992. 04. 15 평창도서관 신축공사 착공
- 1992. 03. 25 조례개정에 따라 평창도서관으로 명칭 변경
- 1974. 10. 26 평창군 공공도서관 개관
- 1974. 07. 15 도서관 신축공사 착공
- 1973. 12. 11 평창군 공공도서관 설치조례 공포
- 1972. 02. 10 평창군 공공도서관 건립계획 승인

## 시설현황
- 3층: 평생교육실/열람실
- 2층: 디지털자료실/관장실/행정실
- 1층: 종합자료실

## 이용 안내
이용 시간
- 종합자료실: 화 ~ 금 09:00 ~ 19:00 / 토 ~ 일 09:00 ~ 18:00
- 디지털자료실: 09:00 ~ 18:00
- 열람실: 08:00 ~ 23:00

휴관일
- 매주 월요일
- 정부가 정한 공휴일(일요일은 제외)
- 기타 관장이 임시로 정하는 날